# Кудрявцев, Николай Васильевич
Николай Васильевич Кудрявцев (1855, Санкт-Петербург — после 1910) — русский геолог и ботаник, преподаватель «Императорского воспитательного общества благородных девиц». Действительный член Русского географического общества и Петербургского общества естествоиспытателей. Один из исследователей Курской магнитной аномалии.
Первый геолог-исследователь Хибинских тундр. По рекомендации акад. Ферсмана именем Кудрявцева названа гора в Хибинских тундрах (Юмьечорр). Автор книги «Русская Лапландия»
. Автор статей в Энциклопедическом словаре Брокгауза и Ефрона.
В 1880—1882 гг. по заданию С.-Петербургского общества естествоиспытателей исследовал побережье Белого моря, оз. Имандра, совместно с Ф. Д. Плеске совершил 40-дневный маршрут от Кандалакши до Колы.

## Биография
Родился 7 (19) февраля 1855 года, был крещён 3 марта 1855 года в церкви во имя св. Пантелеймона в С. Петербурге; восприемниками были дети его Петра Георгиевича Ольденбургского — Николай и Екатерина. Отец — воспитанник славянофила Ю. Самарина Василий Ананьев Кудрявцев — московский мещанин, «состоящий при детях» принца П. Г. Ольденбургского; 14 августа 1856 года указом императора он был пожалован «с семейством» в звание потомственного почётного гражданина.
Николай Кудрявцев в 1875 году получил аттестат о среднем образовании в петербургской Ларинской гимназии и 31 августа был зачислен в студенты физико-математического факультета Санкт-Петербургского университета; 11 февраля 1880 года получил диплом об окончании естественного отделения физико-математического факультета университета со степенью кандидата и 10 марта определением Совета был оставлен при университете на 3 года для подготовки к экзамену на степень магистра минералогии и геогнозии.
В начале 1880-х годов участвовал в геологических исследованиях Орловской губернии, производившихся под руководством профессора А. А. Иностранцева.
С 21 сентября 1884 года начал преподавать «естествоведение» в Екатерининском институте; 4 февраля 1885 года был утверждён в должности преподавателя естествоведения «со дня принятия на опыт»; 15 сентября 1886 года назначен преподавателем естествоведения Императорского воспитательного общества благородных девиц с оставлением в прежней должности.
Был произведён 20 апреля 1889 года в чин коллежского асессора; с 19 февраля 1890 года — надворный советник, с 23 марта 1893 года — коллежский советник, с 26 июня 1897 года — статский советник.
16 августа 1898 года уволился от должности преподавателя Императорского воспитательного общества, а 7 ноября 1899 г. подал прошение в Совет Екатерининского училища ордена об увольнении его со службы с 1 октября 1899 года «вследствие серьёзной болезни».
29 июля 1910 года Н. В. Кудрявцев подал прошение в Горный департамент Министерства торговли и промышленности о приеме на службу.

## Сочинения
- Кольский полуостров. Физико-географический очерк, читанный в общ. собрании Общества естествоиспытателей 19 мая 1881 г. // Труды С.‑Петербургского общества естествоиспытателей. — 1882. — Т. 12, вып. 2;
- Русская Лапландия // Журнал Министерства народного просвещения. — СПб., 1884. — № 3-4.
- Геологический очерк Орловской, Курской и Черниговской губерний, 1892. — министром земледелия и государственных имуществ 18 мая 1898 года эта книга была представлена императору Николаю II; 22 мая Н. В. Кудрявцеву была передана благодарность от императора.

## Награды
- Малая серебряная медаль Русского географического общества (1883).
- орден Св. Станислава 3-й и 2-й ст.
- орден Св. Анны 3-й и 2-й ст.
- серебряная медаль в память царствования императора Александра III.

## Семья
18 апреля 1882 года «бракосочетался с Верой Александровной Вастен, дочерью статского советника, домашней учительницей, 28 лет». Имел дочерей:
- Елена (род. 6 мая 1883). Закончила частный пансион. Была инвалидом, сломав в детстве на качелях ногу, и по ходатайству академика Ферсмана получала пенсию за отца при Советской власти.

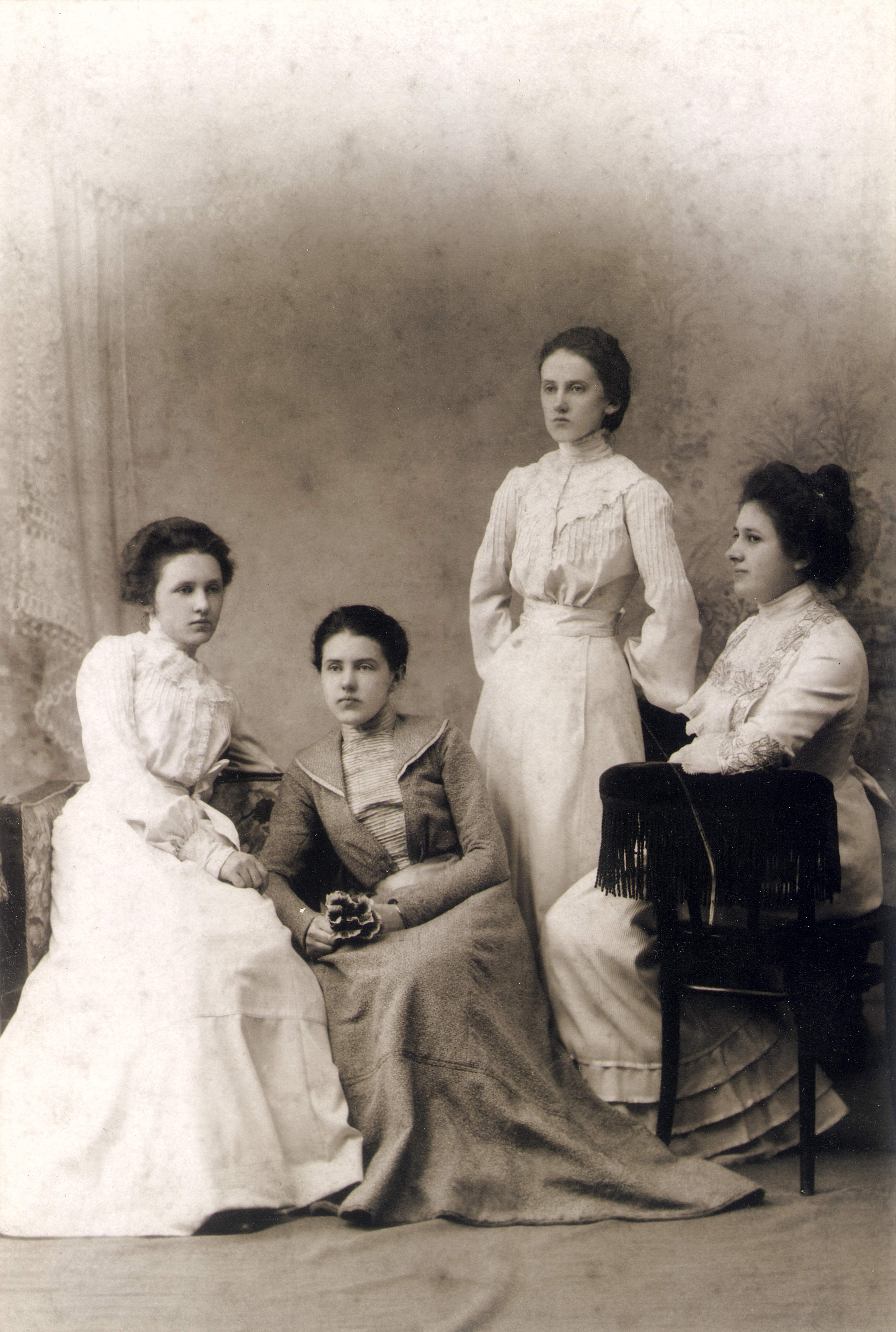
Слева направо: Дочери Н. В. Кудрявцева — Наталия, Елена, Вера и жена С. Ф. Глинки

- Вера (19.06.1884 —1941), закончила Петербургское училище Св. Екатерины. Дружила с семьей поэта С. М. Городецкого. Печаталась в альманахе издательства «Шиповник» под псевдонимом Вера Яровая, а также в журнале «Весы» . Сохранились данные о рассказах «Барышня» и «Три комнаты». Скончалась в 1941 году в Миассе во время эвакуации . Её гражданский муж Александр Владимирович Красников (литературный псевдоним Александр Штам) воевал в русском экспедиционном корпусе во Франции; погиб в июле 1916 года в битве на Сомме и был похоронен в братской могиле на кладбище Пер-Лашез в Париже (Военный мемориал иностранным солдатам, погибшим во Франции во время 1-й Мировой войны) .
- Наталия (род. 31 июля 1885), закончила Петербургское училище Св. Екатерины, а также дополнительные педагогические классы в Александровском институте. Затем училась на Высших (Бестужевских) женских курсах.

После смерти жены 11 сентября 1897 года Кудрявцев вступил во второй брак — с дочерью потомственного почётного гражданина Лидией Гавриловной Ягодиной, которая после 1917 года эмигрировала в Бельгию.

Аттестат Веры об окончании Екатерининского института